# Tunelul Belliard (Bruxelles)
Tunelul Belliard (în franceză Tunnel Belliard; în neerlandeză Belliardtunnel) este un ansamblu de tuneluri rutiere din Regiunea Capitalei Bruxelles, Belgia. În lungime de 2.026 m, Belliard este compus din mai multe tronsoane situate pe teritoriul comunelor Bruxelles și Schaerbeek și construite în perioade diferite de timp: tronsonul Belliard, tronsonul sensul giratoriu Schuman, tronsonul Kennedy, tronsonul Kortenberg / Cortenbergh și tronsonul Roodebeek.

## Descriere
Tunelul Belliard este unul unidirecțional și servește traficului auto care iese din Bruxelles către autostrada A3/E40. Prima porțiune a tunelului este tronsonul Belliard, format dintr-o curbă și o contracurbă. Acest tronson începe în subteranul străzii Rue Belliard / Belliardstraat și continuă pe sub aceasta și pe sub strada Rue Froissart / Froissartstraat. De aici, tronsonul Belliard ajunge sub sensul giratoriu din Piața Robert Schuman, unde se bifurcă. Tronsoanele Belliard și Schuman au fost construite între anii 1989 și 1993.
Bifurcația de sub sensul giratoriu Schuman are formă de Y. Una din ramuri, tronsonul Kennedy, face legătura cu tunelul Cinquantenaire / Jubelpark, în timp ce cealaltă ramură, tronsonul Cortenbergh / Kortenberg, reprezintă porțiunea cea mai lungă a tunelului Belliard. Această ramură, construită sub Bulevardul Cortenbergh / Kortenberg și Piața Jamblinne de Meux, a fost executată între anii 1989 și 1993.
Din Piața Jamblinne de Meux, tunelul Belliard continuă prin tronsonul Roodebeek, situat sub bulevardul cu același nume, și iese la suprafață în dreptul Bulevardului Auguste Reyers (R21). Tronsonul Roodebeek a fost construit între anii 1970 și 1973.

### Lungimi
Tunelul Belliard, având o lungime totală de 2.026 m, este o importantă arteră pentru traficul auto din Bruxelles și este al doilea tunel ca lungime din Belgia după Leopold al II-lea. Tronsoanele sale au următoare dimensiuni:
| Secțiune                 | Lungime | Perioada execuției |
| ------------------------ | ------- | ------------------ |
| Belliard                 | 382 m   | 1989 – 1993        |
| Sensul giratoriu Schuman | 156 m   | 1989 – 1993        |
| Kennedy                  | 252 m   | 1966 – 1967        |
| Cortenbergh / Kortenberg | 784 m   | 1989 – 1993        |
| Roodebeek                | 704 m   | 1970 – 1973        |

### Gabarite și declivități
În funcție de secțiunea transversală a fiecărui tronson, înălțimea măsurată între axul drumului și oglinda plafonului variază între 4,35 m și 5,10 m. Înălțimea liberă în tunel depinde de dispozitivele de semnalizare și de siguranță fixate de plafon. 
Tronsonul Belliard este alcătuit dintr-o curbă și o contracurbă cu raze cuprinse între 109 și 129 m. Pantele transversale pe acest tronson variază între 1,5% și 2%. În tronsonul giratoriul Schuman pantele transversale variază între 1% și 2%. Curba bretelei de ieșire din tronsonul Kennedy spre Bulevardul Cortenbergh / Kortenberg are o rază de 61 m, iar panta în travers este de 4,5% spre interiorul virajului. Tronsonul Kortenberg este în principal o linie dreaptă, dar la capăt este prevăzut cu o curbă largă cu raza de 323 m și o pantă în travers de 6,7% spre interior. Panta transversală a tronsonului Roodebeek variază între 1,5% și 2%.
În profil longitudinal, panta cea mai pronunțată este de 5.33% pe o lungime de 360 m, în timp ce panta cea mai lină este de 0.45% pe o lungime de 75 m.

## Limite de viteză
Viteza maximă autorizată în tunelul Belliard este în general de 70 km/h, cu excepția tronsoanelor Belliard și Schuman, unde, din cauza geometriei traseului (curbă, contracurbă, bifurcație), viteza este limitată la 50 km/h.
În 2014, ministrul de la acea vreme al Lucrărilor Publice și Transporturilor din Bruxelles, Brigitte Grouwels, a declarat că intenționează să reducă la 50 km/h viteza maximă autorizată în toate tunelurile din oraș.

## Măsuri de siguranță
În tunel se produc în medie un incendiu la fiecare trei ani, circa 18 accidente rutiere pe an, iar circa 41 de vehicule pe an rămân în pană în galerie. Pentru a reduce cât mai mult posibil riscurile, mai multe măsuri de siguranță au fost implementate începând de la construcție și terminând cu faza de exploatare. 
Tunelul Belliard este prevăzut cu opt ieșire de urgență dispuse pe toată lungimea sa. Instalația de ventilare este complexă, fiind compusă din 10 guri de evacuare a aerului viciat, 14 guri de alimentare cu aer proaspăt și 44 de acceleratoare de aer. Ventilatoarele sunt echipate cu amortizoare de sunet pentru a reduce poluarea sonoră. Procentul de monoxid de carbon din aer este măsurat constant de celule electrochimice (senzori de tip ADOS 592).
În plus, accesul în tunel este interzis vehiculelor cu masă mai mare de 3,5 tone sau înălțimea mai mare de 3,80 m, precum și vehiculelor transportând substanțe periculoase sau inflamabile.

## Reabilitare și mentenanță
În anul 2012 a fost lansat un „Masterplan pentru punerea în siguranță și renovarea tunelurilor rutiere gestionate de Regiunea Capitalei Bruxelles”. Conform acestuia, Belliard este unul din tunelurile în care „anumite elemente prezintă configurații care predispun în mod deosebit la accidente”. Masterplanul prevede măsuri specifice pentru sporirea siguranței în tunel: acoperire video conectată la un sistem de Detecție Automată a Incidentelor (DAI), montarea unor bariere de închidere completă a tunelului sau de închidere parțială, pe tronsoane, îmbunătățirea semnalizării rutiere, introducerea unor vehicule de patrulare, etc. Masterplanul sugerează ca introducerea tuturor acestor măsuri să se facă în timpul unei renovări complete a tunelului. O astfel de lucrare complexă este prevăzută să se desfășoare între anii 2019 și 2021.

## Galerie de imagini

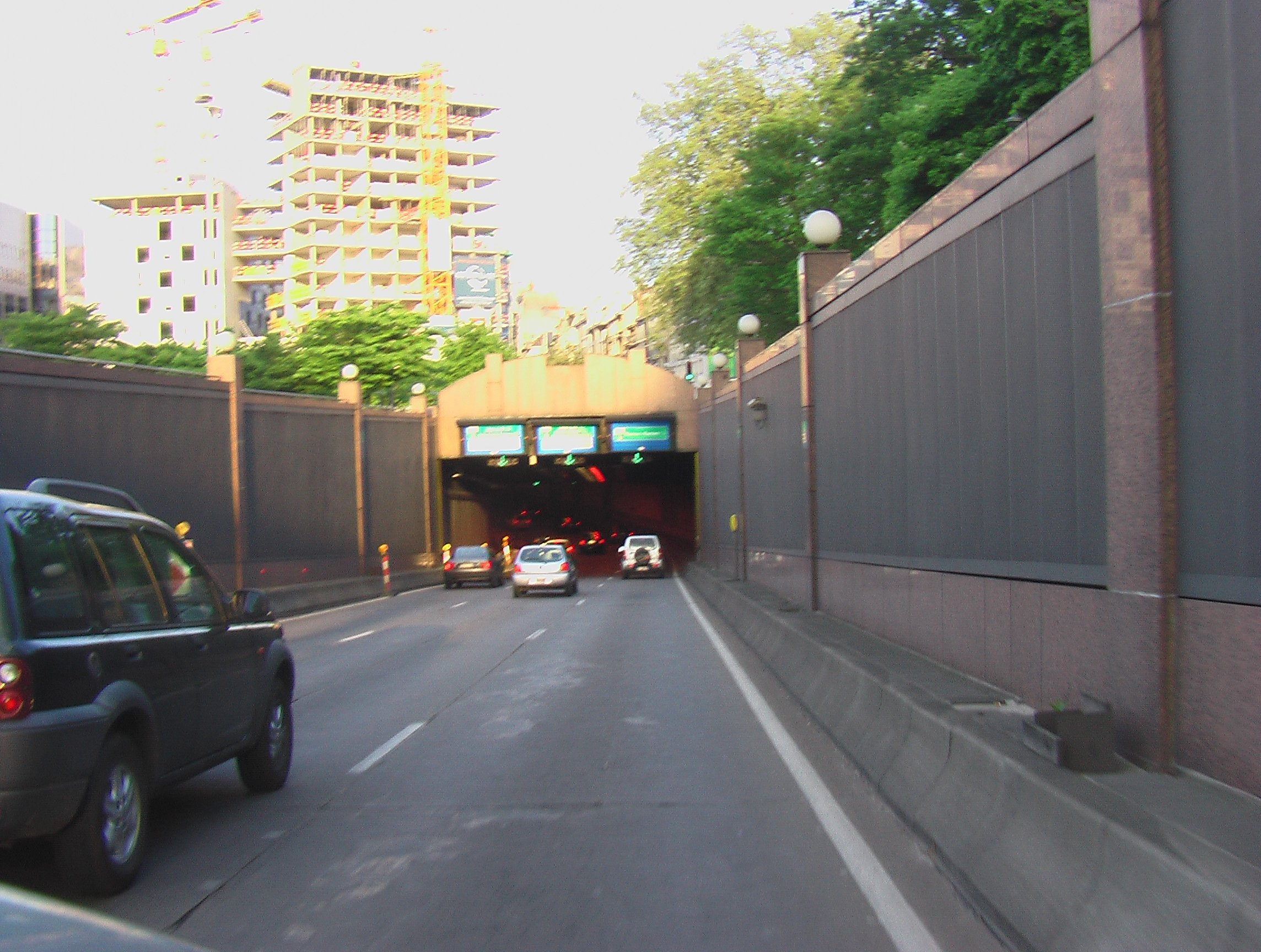
Intrarea în tunel din strada Rue Belliard / Belliardstraat
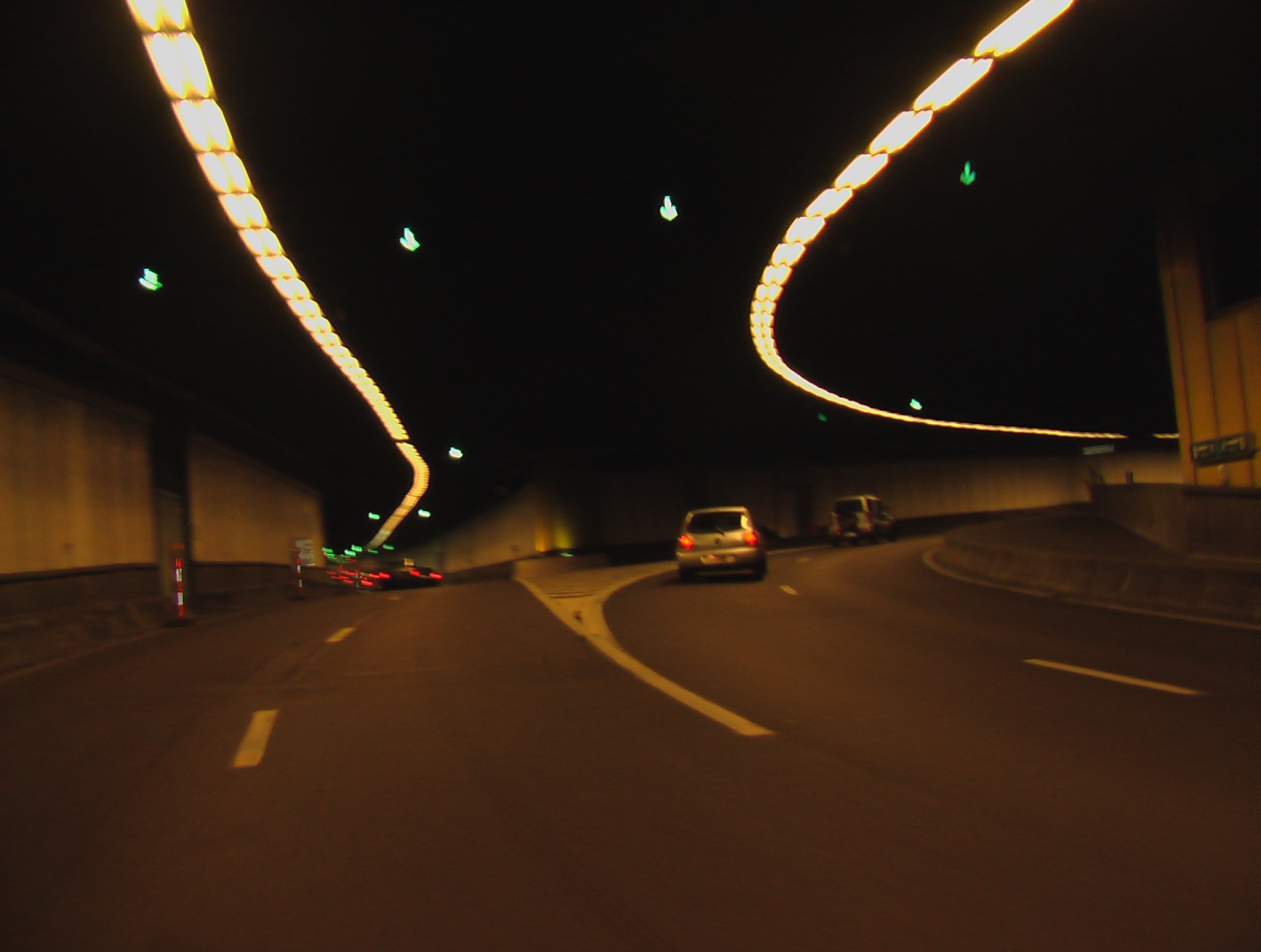
Bifurcație. Stânga: tunelul Kortenberg, dreapta: tunelul De la Loi / Wet